# Aurotalis
Aurotalis là một chi bướm đêm thuộc họ Crambidae.